# Landgraafschap Leuchtenberg

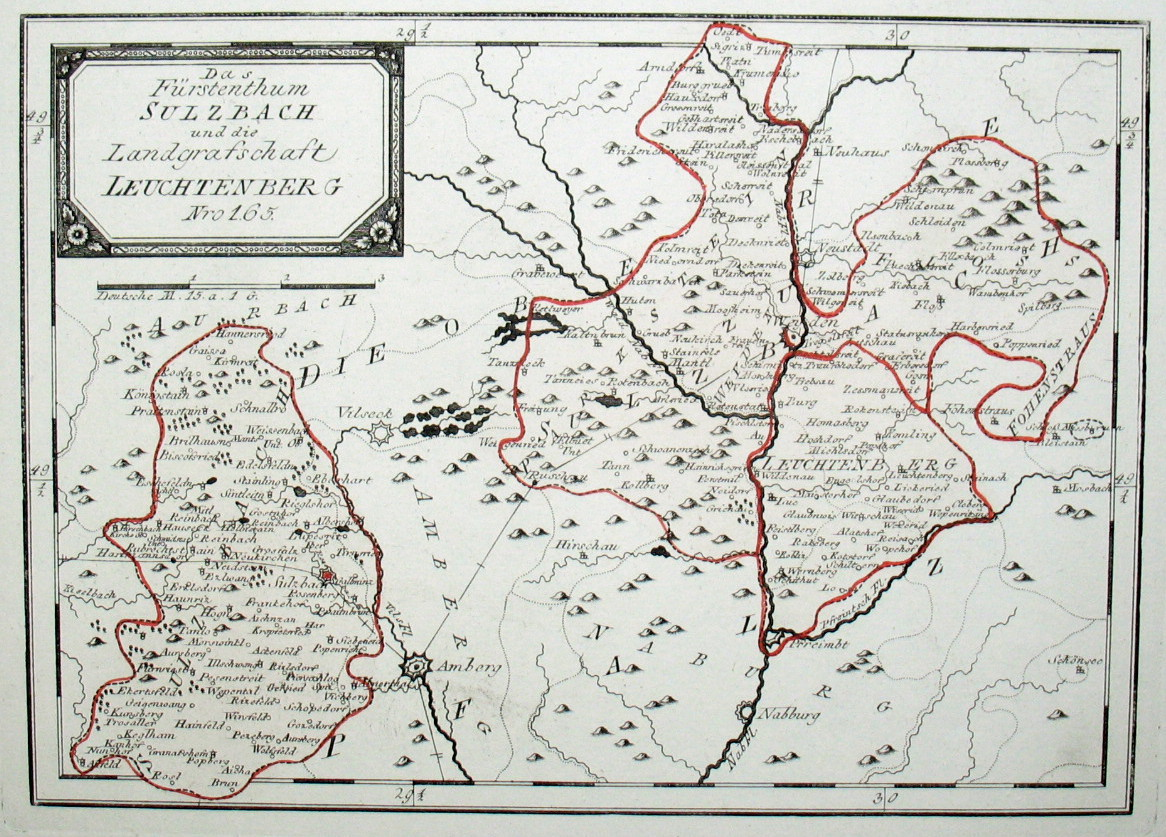
Vorstendom Sulzbach en Landgraafschap Leuchtenberg op kaart uit 1792.

landgraafschap Leuchtenberg

Het landgraafschap Leuchtenberg was een tot de Beierse Kreits behorend vorstelijk landgraafschap binnen het Heilige Roomse Rijk. Het eerste centrum was de burcht Leuchtenberg in het plaatsje Leuchtenberg.
De heren van Leuchtenberg wordt in 1118 voor het eerst vermeld. Na de rijksdag van 1158 voerden zij de graventitel. In 1196 verwierven zij het ambt en de titel van landgraaf. Leopold van Leuchtenberg (overleden in 1463) werd tot rijksvorst verheven en kreeg een zetel en een stem in de Rijksdag.
Het stadje Pfreimd werd in 1332 verworven, waarna de residentie van de burcht Leuchtenberg verplaatst werd naar Pfreimd.
Na het uitsterven van de landgraven in 1646 kwam het landgraafschap als rijksleen aan de schoonzoon van Georg Lodewijk van Leuchtenberg: Albrecht VI van Beieren, die de titels voerde van hertog van Beieren-Leuchtenberg en rijksgraaf van Haag. Albrecht ruilde het landgraafschap in 1650 met zijn broer, keurvorst Maximiliaan I van Beieren.
Na de dood van keurvorst Maximiliaan I kreeg zijn jongerere zoon Maximiliaan Filips Leuchtenberg en Mindelheim. Na zijn dood in 1705 werd de graaf van Lamberg door keizer Jozef I met het landgraafschap beleend.
Deze overgang had te maken met de Spaanse Successieoorlog waarin Beieren tot de tegenstanders van de keizer behoorde. De keurvorst werd in de loop van de oorlog uit zijn land verdreven. De Vrede van Rastatt van 1714 gaf Beieren aan de keurvorst terug en ook het landgraafschap Leuchtenberg kwam terug aan Beieren.
Na 1714 wordt Leuchtenberg een provincie van Beieren. De keurvorsten en later koningen van Beieren blijven de titel landgraaf van Leuchtenberg voeren.

## Gebied
Het gebied wisselde in de loop van de tijd in omvang en samenstelling. De kern bestond uit landrechterambt Leuchtenberg, het stadrechterambt Pfreimd, het pleegambt Weegberg en het rechterambt Miesbrunn.